# Бой при Цариброд (2 ноември 1885)
Боят при Цариброд е бой през Сръбско-българската война (1885), който се провежда на 2 ноември 1885 г. между Царибродския отряд и сръбската Дунавска дивизия.

## Предистория
На 2 ноември 1885 г. Сърбия обявява война на България и още същия ден сръбските войски преминават българската граница. Сръбската Дунавска дивизия, която влиза в състава на Нишавската армия, се насочва от Пирот към Цариброд – град, намиращ се на 4 км от границата.

## Ход на военните действия
Дунавската дивизия получава задачата до вечерта на 2 ноември да излезе на линията Вишан - Калотина и да превземе Драгоманския проход, като настъплението се извършва в две колони и се осигурява резерв. Дясната колона на дивизията, съставена от 7-и пехотен сръбски полк, настъпва от с. Сретковац към с. Желюша, а лявата, съставена от 3 батальона от 9-и пехотен сръбски полк и 19-и гвардейски батальон настъпва от с. Чиноглавец към Цариброд. Първоначалният план предвиждал настъплението да се поддържа от артилерията, но поради закъснението на някои от частите то се отлага за по-късно същия ден.
При настъплението сръбската войска прави опит да прекъсне пътищата за отстъпление на отряда, отбраняващ града, но още при преминаването на границата, сръбските войски за посрещнати от силен пушечен огън. Въпреки своята малочисленост, Царибродският отряд оказва ожесточена съпротива и едва късно вечерта започва оттегляне към главната отбранителна линия, а по-късно и към Драгоманския проход.
В тактическо отношение, отстъпвайки направо към Драгоманския проход, Царибродският отряд не успява да се възползва от височините по бреговете на р. Нишава, които биха му дали значително преимущество въпреки малобройността си. Дунавската дивизия също не изпълнява поставената ѝ задача, като поради падането на нощта, остава да нощува в Цариброд и не успява да превземе Драгоманския проход.
На 3 ноември Дунавската дивизия атакува Драгоманския проход.